# 普渡大学锅炉工队
普渡大学锅炉工队（Purdue Boilermaker）是美国普渡大学在NCAA的代表队，下面有18支不同项目的分队，包括篮球、棒球、橄榄球、排球、越野和足球等。它和同州的印第安纳大学的山地人队是全国闻名的德比宿敌，即印第安纳-普渡竞争 。此外，锅炉工和同州的圣母大学及邻州的伊利诺伊大学也是宿敌关系。它们的队歌是Hail Purdue（向普渡致敬）。“锅炉工”这个绰号也正体现了普渡大学的强项——工科。

## 概要
普渡大学为十大联盟创始校之一。普渡大学锅炉工目前拥有18支运动队。
| 男子项目 | 棒球 | 篮球 | 越野 | 橄榄球 | 高尔夫 | 游泳和跳水 | 网球 | 田径 | 摔角 |
| 女子项目 | 壘球 | 篮球 | 越野 | 足球   | 高尔夫 | 游泳和跳水 | 网球 | 田径 | 排球 |

## 橄榄球队
普渡大学锅炉工橄榄球队成立于1887年，自1914年起，一直使用罗斯-埃德体育场作为主场。
橄榄球队共获得过12次联盟冠军（其中7次是并列冠军），包括4次印第安纳州校际体育协会冠军，8次十大联盟冠军。参加过21场碗赛，总成绩为11胜10负。具体成绩为：
| 年份 | 碗赛      | 对手           | 比分     |
| 1966 | 玫瑰碗    | 南加州         | 胜 14–13 |
| 1978 | 桃子碗    | 佐治亚理工     | 胜 41–21 |
| 1979 | 矢车菊碗  | 田納西         | 胜 27–22 |
| 1980 | 自由碗    | 密苏里         | 胜 28–25 |
| 1984 | 桃子碗    | 弗吉尼亚       | 负 24–27 |
| 1997 | 阿拉莫碗  | 俄克拉何马州立 | 胜 33–20 |
| 1998 | 阿拉莫碗  | 堪薩斯州立     | 胜 37–34 |
| 1999 | Outback碗 | 喬治亞         | 负 25–28 |
| 2000 | 玫瑰碗    | 華盛頓         | 负 24–34 |
| 2001 | 太阳碗    | 華盛頓州立     | 负 27–33 |

| 年份 | 碗赛                   | 对手           | 比分     |
| 2002 | 太阳碗                 | 華盛頓         | 胜 34–24 |
| 2003 | Capital One碗          | 喬治亞         | 负 27–34 |
| 2004 | 太阳碗                 | 亞利桑那州立   | 负 23–27 |
| 2006 | Champs Sports碗        | 马里兰         | 负 7–24  |
| 2007 | 汽车城碗               | 中密歇根       | 胜 51–48 |
| 2011 | Little Caesars Pizza碗 | 西密歇根       | 胜 37–32 |
| 2012 | 达拉斯之心碗           | 俄克拉何马州立 | 负 14–58 |
| 2017 | Foster Farms碗         | 亚利桑那       | 胜 38–35 |
| 2018 | 音乐之都碗             | 奧本           | 负 14–63 |
| 2021 | 音乐之都碗             | 田納西         | 胜 48–45 |
| 2022 | 柑橘碗                 | 路易斯安那州立 | 负 7–63  |

普渡大学锅炉工橄榄球队曾培养过多位NFL明星四分卫，被称为四分卫大学之一。其中有3位毕业自普渡的四分卫赢过超级碗，他们为：
| 球员               | 校队生涯    | NFL选秀                   | 超级碗夺冠                                        |
| 伦纳德·雷·道森     | 1953-1956年 | 第1轮第5顺位，匹兹堡钢人  | 第四届超级碗，堪薩斯城酋長                        |
| 罗伯特·艾伦·格里斯 | 1964-1966年 | 第1轮第4顺位，迈阿密海豚  | 第七届超级碗，迈阿密海豚 第八届超级碗，迈阿密海豚 |
| 德鲁·布里斯        | 1997-2000年 | 第2轮第32顺位，圣迭戈闪电 | 第四十四届超级碗，新奥尔良圣徒                    |

## 男子篮球
普渡大学锅炉工男子篮球队获得过24次十大联盟冠军，曾于1969年和1980年两度闯入NCAA一级男子篮球锦标赛四强，但未能夺冠。主场为麦基竞技场。
曾有4名毕业自普渡的球员入选过NBA全明星赛：特里·狄辛格，乔·巴里·卡罗尔，格伦·罗宾逊，布拉德·米勒。
两次入围NCAA四强的战绩为：
| 年份   | 轮次                                                  | 对手                                                                  | 结果                                                  |
| 1969年 | 甜蜜十六强 精英八强 最终四强 全国冠军赛               | 迈阿密大学 (俄亥俄州) 马凯特大学 北卡罗来纳 加州大学洛杉矶分校        | 胜 91–71 胜 75–73 胜 92–65 负 72–95                   |
| 1980年 | 第一轮 第二轮 甜蜜十六强 精英八强 最终四强 第三名决赛 | 拉塞尔大学 聖若望大學 印第安纳 杜克大学 加州大学洛杉矶分校 爱荷华大学 | 胜 90–82 胜 87–72 胜 76–69 胜 68–60 负 62–67 胜 75–58 |

## 女子篮球
普渡大学锅炉工女子篮球队曾3度闯入NCAA一级女子篮球锦标赛四强，并在1999年获得全国冠军。
三次入围NCAA四强的战绩为：
| 年份            | 轮次                                                  | 对手                                                                        | 结果                                                  |
| 1994年          | 第一轮 第二轮 甜蜜十六强 精英八强 最终四强            | 瑞德福大學 華盛頓 得州农工 斯坦福 北卡罗来纳                                | 胜 103–56 胜 86–59 胜82–56 胜 82–65 负 74–89          |
| 1999年 全国冠军 | 第一轮 第二轮 甜蜜十六强 精英八强 最终四强 全国总决赛 | Oral Roberts大学 堪萨斯 北卡罗来纳 罗格斯 路易斯安那理工 杜克               | 胜 68–48 胜 55–41 胜 82–59 胜 75–62 胜 77–63 胜 62–45 |
| 2001            | 第一轮 第二轮 甜蜜十六强 精英八强 最终四强 全国总决赛 | 加州大学圣巴巴拉 路易斯安那州立 德州理工 澤維爾大學 西南密苏里州立 圣母大学 | 胜 75–62 胜 73–70 胜 74–72 胜 88–78 胜 81–64 负 66–68 |

## 校际竞争
普渡大学锅炉工队的校际竞争对手主要为：
- 印第安纳大学山地人队：两队的竞争称为印第安纳-普渡竞争。每年的橄榄球赛上，两队会争夺旧橡木桶奖杯（英语：Old Oaken Bucket）。[19]
- 伊利诺伊大学伊利诺伊伊利奈战士队（英语：Illinois Fighting Illini）：两队在每年的橄榄球赛上争夺普渡大炮杯（Purdue Cannon）。[20]
- 圣母大学爱尔兰战士队：两队在每年的橄榄球赛上争夺shillelagh杯。[21]

## 体育设施
- 罗斯-埃德体育场：橄榄球
- 麦基竞技场（英语：Mackey Arena）：篮球
- 亚历山大球场（英语：Alexander Field (Purdue University)）： 棒球